# Brownsville (Tennessee)
Brownsville es una ciudad ubicada en el condado de Haywood en el estado estadounidense de Tennessee. En el Censo de 2010 tenía una población de 10 292 habitantes y una densidad poblacional de 389,62 personas por km².

## Geografía
Brownsville se encuentra ubicada en las coordenadas 35°35′17″N 89°15′27″O / 35.58806, -89.25750. Según la Oficina del Censo de los Estados Unidos, Brownsville tiene una superficie total de 26.42 km², de la cual 26.42 km² corresponden a tierra firme y 0 km² (0 %) es agua.

## Demografía
Según el censo de 2010, había 10 292 personas residiendo en Brownsville. La densidad de población era de 389,62 hab./km². De los 10 292 habitantes, Brownsville estaba compuesto por el 30 % blancos, el 60 % eran afroamericanos, el 0.2 % eran amerindios, el 0.11 % eran asiáticos, el 0 % eran isleños del Pacífico, el 3.18 % eran de otras razas y el 1 % pertenecían a dos o más razas. Del total de la población el 4.67 % eran hispanos o latinos de cualquier raza.